# VariCAD
VariCAD — це 3D/2D система автоматизованого проєктування і розрахунку, яка розробляється у Чехії з 1988.

## Опис
VariCAD має багато інструментів для 3D моделювання і 2D креслення з підтримкою параметрів і геометричних обмежень.

## Можливості
- працює на Windows і Linux.
- редагування файлів DWG без перетворення за допомогою Open Design Alliance DWGdirect бібліотек.
- інструменти для корпусів, трубопроводів, розрахунки, специфікації, тощо.
- підтримка користувацького інтерфейсу Unicode різними мовами.

### VariCAD Viewer
VariCAD Viewer — безкоштовний власницький переглядач файлів САПР (2D та 3D).

## Дивіться також
- FreeCAD
- LibreCAD
- QCad